# 1973 au Maroc
Chronologie du Maroc
- 1969
- 1970
- 1971
- 1972
- 1973
- 1974
- 1975
- 1976
- 1977

Cet article présente les faits marquants de l'année 1973 au Maroc ou relatifs au Maroc.

## Événements
- Les évènements de Moulay Bouazza est un terme qui regroupe un ensemble d'insurrections armées ayant eu lieu dans plusieurs régions du Moyen Atlas au Maroc en 1973 dirigés par le Tanzim, branche armée secrète de l'UNFP.
- 9-13 mai : première conférence des ministres africains des finances et de l’économie à Abidjan, destinée à dresser le bilan de « la première décennie du développement ». Elle adopte une déclaration africaine sur la coopération, le développement et l’indépendance économique, approuvée au sommet de l’OUA à Addis-Abeba le 26 mai[1].
- 10 mai : création du Front Polisario qui revendique l’indépendance totale du Sahara espagnol[2].
- 26 - 28 novembre : les chefs d'État arabes réunis à Alger décident de créer la Banque arabe pour le développement économique de l’Afrique (BADEA)[3].
- L' accident d'une Caravelle de Royal Air Maroc s'est produit le 22 décembre 1973, lorsqu'une Sud-Aviation SE 210 Caravelle opéré par Sobelair, pour le compte de Royal Air Maroc, s'est écrasée contre une montagne près de l'aéroport de Tanger-Ibn Battouta, au Maroc, causant la morts des 106 personnes à bord de l'appareil.

## Sports
- Le Rallye du Maroc 1973 (16e Rallye du Maroc[4]), disputé du 8 au 13 mai 1973[5], est la cinquième manche du championnat du monde des rallyes 1973 (WRC), inauguré cette même année.
- La Coupe du Maghreb des vainqueurs de coupe 1972-1973 est la quatrième édition de la Coupe du Maghreb des vainqueurs de coupe, qui se déroule entre le 29 et 31 décembre 1972, à Casablanca. La compétition est réservée aux vainqueurs de coupes nationales du Maroc, de Tunisie, et d'Algérie ; la Libye ne participe pas à cette édition. C'est le MC Alger, tenant du titre, qui la remplace. La compétition se joue sous forme de matchs à élimination directe, mettant aux prises quatre clubs, qui s'affrontent à Casablanca. C'est le club marocain du SCC Mohammédia qui remporte la compétition en battant en finale les Tunisiens du Club africain, sur le score de 1 but à 0.
- Championnat du Maroc de football 1973-1974.
- La Coupe du Maroc de football 1972-1973,  Coupe du Trône, est la dix-septième édition de la compétition. Le Fath Union Sport de Rabat remporte la coupe au détriment de l'Ittihad Khemisset sur le score de 3-2 au cours d'une finale jouée pour la première fois au Stade Al Inbiâate à Agadir. Le Fath Union Sport de Rabat remporte ainsi cette compétition pour la seconde fois de son histoire.
- La Coupe du Maroc de football 1973-1974,  Coupe du Trône, est la dix-huitième édition de la compétition. Le Raja Club Athletic remporte la coupe au détriment du Maghreb de Fès sur le score de 1-0 au cours d'une finale jouée dans le Stade d'honneur à Casablanca. Le Raja Club Athletic gagne ainsi pour la toute première fois cette compétition.
- La Saison 1972-1973 des FAR de Rabat est la quinzième de l'histoire du club. Cette saison débute alors que les militaires avaient terminé quatrièmes en championnat de la saison dernière. Le club est par ailleurs engagé en coupe du Trône.
- La Saison 1973-1974 des FAR de Rabat est la seizième de l'histoire du club. Cette saison débute alors que les militaires avaient terminé douzièmes en championnat de la saison dernière. Le club est par ailleurs engagé en coupe du Trône.